# Barney and the Backyard Gang
Barney and the Backyard Gang (Barney y la banda del patio en Hispanoamérica) es una serie estadounidense directo a video producida por The Lyons Group y lanzada en entregas periódicas desde el 29 de agosto de 1988 hasta el 1 de agosto de 1991. La serie condujo al lanzamiento del programa de televisión infantil, Barney y sus amigos, que en su edición original se emitió en PBS desde el 6 de abril de 1992 hasta el 2 de noviembre de 2010.
Los tres primeros episodios de 1989 y 1989 incluyen a Sandy Duncan como la madre de Michael y Amy. (En este momento, Duncan protagonizó la comedia de situación de la NBC La familia Hogan.) La música para los vídeos de Barney & the Backyard Gang fue creada por Stephen Bates Baltes y Phillip Parker
(al que con la serie de televisión), y Lory Lazarus escribió la primera canción original producida para Barney, "Friends Are Forever", cantada por Duncan. En los primeros cinco vídeos, "I Love You" se cantó al final de Barney Goes to School y Barney in Concert, y más tarde se cantó con frecuencia al final  de todos los episodios de Barney y sus amigos, no se presentó al final de Rock with Barney.
La serie fue un éxito regional, pero solo un éxito moderado en el resto del país. Luego, un día, en 1991, Larry Rifkin, entonces jefe de Connecticut Public Television, alquiló un vídeo de Barney para su hija Loera. Le gustó el concepto y hablo con Leach sobre la posibilidad de poner a Barney en la televisión a través del Public Broadcasting Service (PBS). Rock with Barney fue el último vídeo de la serie antes de que debutara el programa de televisión. Además, solo cuatro de los niños de los vídeos (Michael, Derek, Tina y Luci) fueron trasladados al programa de televisión.

## Desarrollo
En 1987 se creó el personaje Barney el Dinosaurio. En 1988 se debutó como episodio piloto llamado The Backyard Show que hasta 1989, Barney era de color morado oscuro y su cabeza era medio cuadrado. En la serie apareció por primera vez Baby Bop la Triceratops de tres años de edad que debutó en el video Barney in Concert.

## Cambios y continuaciones
- Barney era de color morado oscuro que al principio los niños que vieron la serie les dio miedo por su color y su voz grave hasta que en 1990 cambió de color y voz Después de que acabó el programa, Rickey Carter, Jessica Zucha, Brian Eppes y Lauren King siguieron en la serie Barney y sus amigos en la primera, segunda y tercera temporada en 1997, Brian Eppes y Lauren King (como personajes Michael y Kathy) volvieron a aparecer en la quinta temporada en el video Canta y Baila con Barney que eran los recordados de la serie.

## Lista de vídeos
En orden de fecha de lanzamiento:
- The Backyard Show (piloto) (29 de agosto de 1988)
- Three Wishes (10 de diciembre de 1988)
- A Day at the Beach (febrero de 1989)
- Waiting for Santa (30 de abril de 1990)
- Campfire Sing-Along (30 de mayo de 1990)
- Barney Goes to School (15 de agosto de 1990)
- Barney in Concert (29 de julio de 1991)
- Rock with Barney (final de la serie) (21 de septiembre de 1991)

## Reparto
- Baby Bop (disfraz) - Dao Knight (1991)
- Baby Bop (voz) - Julie Johnson (1991)
- Barney (disfraz) - David Voss (1988-1990), David Joyner (1991)
- Barney (voz) - Bob West (1988-1992)
- Adam - Alexander Jhin (1988-91)
- Amy - Becky Swonke (1988-91)
- Papá - Bob Reed (1988-1989)
- Derek - Rickey Carter (1990-1991)
- Jason - Salim Grant (1988-1989)
- Jeffrey - Jeffrey Lowe (1990)
- Luci - Leah Gloria (1988-1992)
- Michael - Brian Eppes (1988-1992)
- Mamá - Sandy Duncan (1988-1989)
- Tina - Jessica Zucha (1988-1992)

### Apariciones de invitados
- Sandy Duncan (jugaron a Molly the Mermaid en
A Day at the Beach)
- Jeanne Cairns (interpretaban a la Sra. Claus en Waiting for Santa)
- Henry Hammack (jugaron a Santa Claus en Waiting for Santa)
- Sonya Resendez (interpretaban a la madre de Tina en Campfire Sing-Along)
- Philip Parker (actuó como el oso en Campfire Sing-Along)
- Lauren King (jugaron a Kathy en Rock with Barney)
- Alexis Herris (jugaron a Jennifer en Rock with Barney)
- Ajay Reddy (jugaron a AJ en Rock with Barney)
- Chris Rodriguez  (jugaron a Joseph en Rock with Barney)
- Lourdes Regala (jugaron a la madre de Adam en Rock with Barney)

## Sindicación
Los primeros seis vídeos de esta serie se emitieron en The Disney Channel en noviembre de 1990 como parte de su programa "Lunch Box".